# Онишкевич Михайло Йосипович

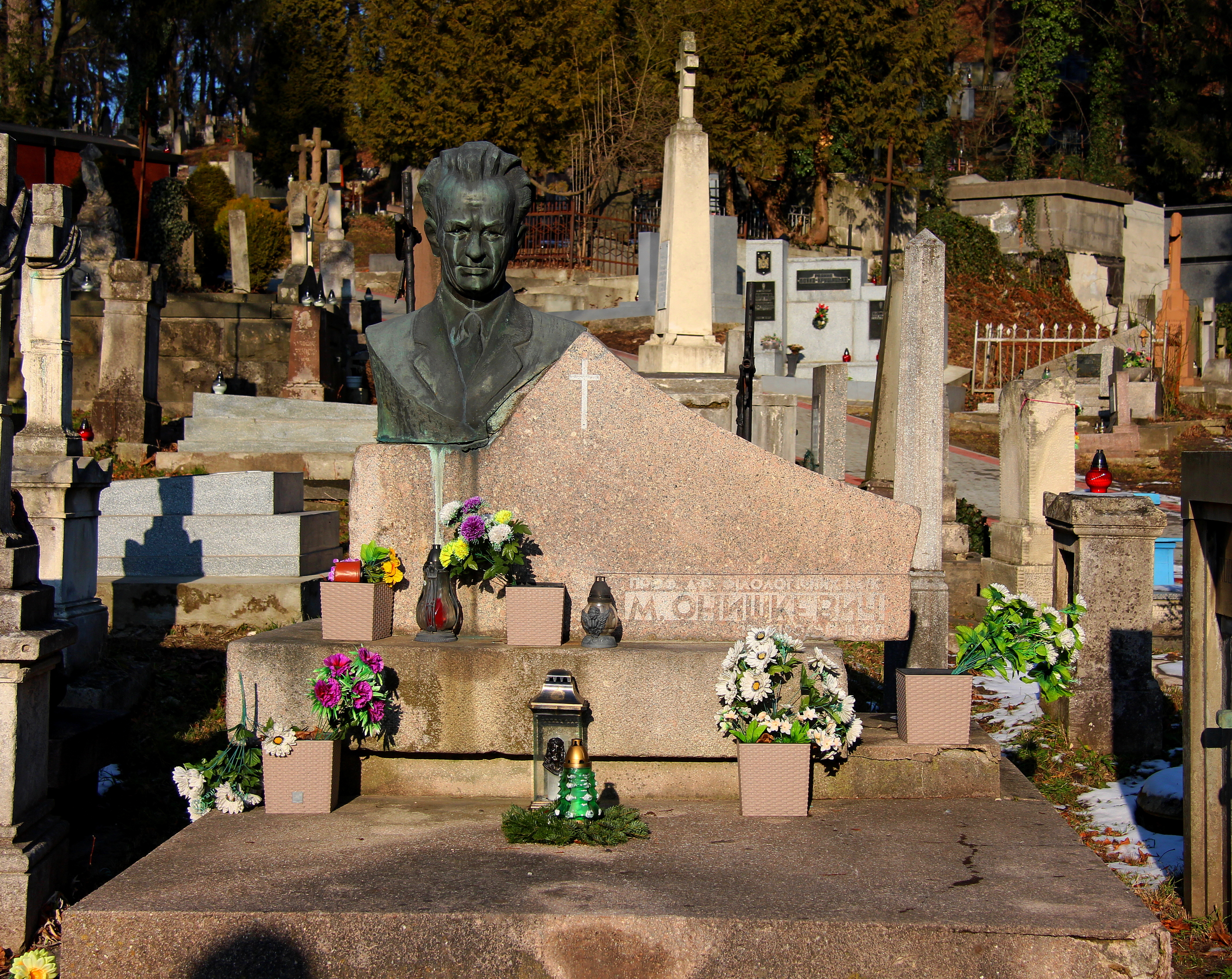
Могила Михайла Онишкевича на 22 полі Личаківського цвинтаря у Львові

Онишке́вич Михайло Йосипович (25 березня 1906, с. Бісковичі, тепер Самбірського району Львівської області — 13 березня 1971, Львів) — український мовознавець, доктор філологічних наук з 1968.

## Біографія
Закінчив Львівський університет 1933 року.
До 1939 — вчитель гімназії у Львові.
З 1940 — викладач кафедри слов'янської філології Львівського університету.
Після війни — науковий співробітник Львівського філіалу Інституту мовознавства АН УРСР і одночасно викладач Львівського університету. В 1956–1968 — завідувач кафедри слов'янської філології.
Помер у Львові , похований на 22 полі Личаківського цвинтаря.

## Наукова діяльність
Основні праці — з польського, українського та порівняльно-історичного мовознавства:
- «Слова східнослов'янського походження в польській мові» (1955),
- «Словацько-українські мовні зв'язки» (1962),
- «До питання про українсько-румунські мовні зв'язки» (1967),
- «Українсько-південнослов'янські мовні зв'язки за даними бойківського діалекту» (1969).

Співавтор «Польсько-українського словника» (т. 1-2, 1958—60), автор «Словника бойківських говірок» (ч. 1—2, 1984).